# Greenland Telescope

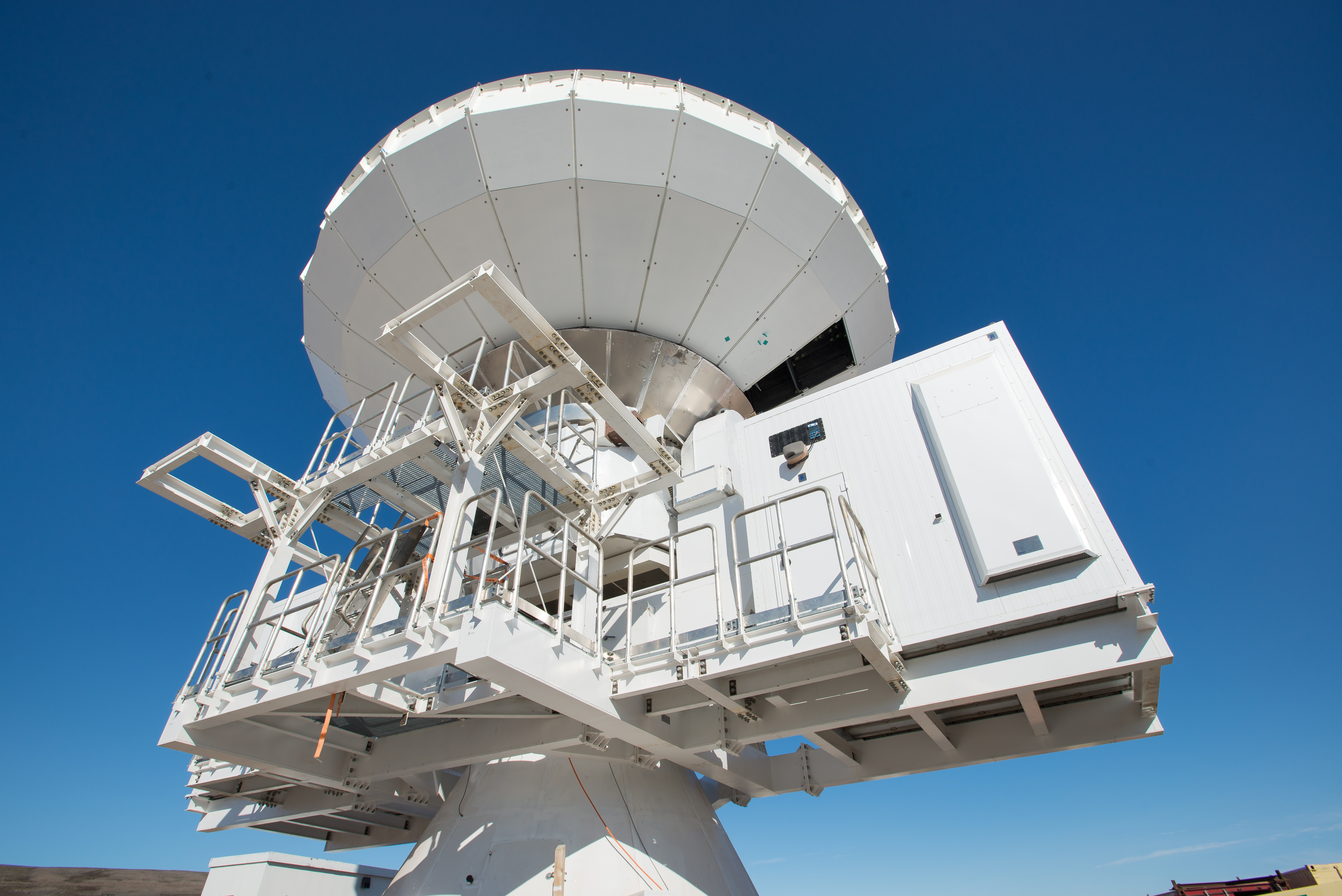
Greenland Telescope.

Greenland Telescope är ett radioteleskop på Thulebasen på nordvästra Grönland. Antennen, med en diameter på 12 meter, byggdes ursprungligen som en prototyp för ALMA-projektet i Atacamaöknen i Chile.
Antennen modifierades för arktiska förhållanden vid Academia Sinica Institute of Astronomy and Astrophysics i Taiwan mellan 2013 och 2015 och restes på Tulebasen sommaren 2017, där den kommer att vara en del av Event Horizon Telescope (EHT) som skall studera supermassiva svarta hål och jetstrålar i galaxen
Messier 87.
Teleskopet tog sin första bild den 25 december 2017. Samarbetet mellan EHT och Greenland Telescope, som började år 2018, ger EHT möjlighet att ta bättre bilder på grund av den torra och klara luften i området och teleskopets placering högt mot norr.
Det finns planer på att flytta teleskopet till forskningsstationen Summit Camp på inlandsisens högsta punkt, 3 210 m.ö.h..